# Hemencyrtus hirsutus
Hemencyrtus hirsutus är en stekelart som beskrevs av Hayat 2003. Hemencyrtus hirsutus ingår i släktet Hemencyrtus och familjen sköldlussteklar. Inga underarter finns listade i Catalogue of Life.